# 謝雋杭
謝雋杭（1841年—1916年），號南川，山東登州府福山縣人，清朝政治人物、进士出身。
拔貢生出身，光緒五年，順天鄉試舉人。光緒六年，登進士，改庶吉士。光緒九年，任翰林院編修。光緒十一年，任湖南鄉試副考官。次年任國史館協修官。光緒十五年，任山西鄉試正考官。光緒十六年，改湖廣道監察御史，稽察西倉事務、捐免歷俸截取、堪勝繁缺知府。光緒十八年，任會試內簾監試、掌福建道監察御史。光緒十九年，任順天鄉試同考官。光緒二十年，交軍機處記名以道府用。光緒二十一年，任刑科給事中、吏科掌印給事中。光緒二十三年，任雲南曲靖府知府。